# La Risa
La Risa Infantil (i després de la Guerra Civil Espanyola, La Risa) va ser un tebeo humorístic publicat entre 1925 i 1966 per l'Editorial Marco, el més important d'aquella editorial. Va tindre tres èpoques diferenciades:

## Primera època: 1925-1936
L'editor Marco Debón publica "La Risa Infantil" en 1925. Tenia una mida de 35 × 26 cm, i es publicaren vora 641 números. S'inclogueren les següents sèries:
| Aparició | Números | Títol                                                      | Guionista           | Dibuixant        |
| -------- | ------- | ---------------------------------------------------------- | ------------------- | ---------------- |
| 1930     |         | Tom, el dominador del universo                             | José María Canellas | Francisco Darnís |
| 1933     |         | Las hazañas de Nick, pecho de hierro                       | José María Canellas | Francisco Darnís |
| 1933     |         | Sam el Gigante en la terrible isla de los hombres caimanes | José María Canellas | Marc Farell      |

## Segona època: 1952-1962
En 1952 s'inicia una segona època amb el nom "Páginas Humorísticas de Ediciones La Risa", que constà de 227 números, aproximadament. A un preu de 1,30 pessetes, incloia unes 16 pàgines de 27x21cm, totes en blanc i negre, excepte las dos portades i la doble pàgina central, les primeres a tot color i les centrals a bicromia. Era una publicació eclèctica, que sumava influències del TBO, l'Escola Bruguera i l'última etapa de "Chicos". J. Rizo realitzava per a les portades acudits panoràmics a l'estil d'Opisso. Entre les seccions s'hi trobaven:
| Aparició | Números | Título                                       | Autor                          | Comentari |
| -------- | ------- | -------------------------------------------- | ------------------------------ | --------- |
| 1952     |         | Bob-Ayna y Pat Acón, los héroes del Batallón | Emili Boix                     |           |
| 1952     |         | Rufo-Rufa                                    | Pedro Alférez                  |           |
| 1952     |         | Tóntilo Idiótez                              | Pedro Alférez                  |           |
| 1952     | 17-     | Kokolo                                       | Francisco Ibáñez, després Pont | Nova      |
| 1953     |         | Levy Berzotas                                | Raf                            |           |

A partir del número 62, costa 1,40 pessetes i inclou noves sèries:
| Aparició | Números | Título                                                | Autor                             | Comentari                               |
| -------- | ------- | ----------------------------------------------------- | --------------------------------- | --------------------------------------- |
| 1954     | 62      | Aventuras de Shelo Comes                              | Emili Boix                        |                                         |
|          | 62      | Inventos práctico-deportivos del profesor Kal-Abacete |                                   | Inspirada en Inventos prácticos del TBO |
|          | 62      | La familia Tranquilino                                | José Rizo                         |                                         |
|          | 62      | Nicomedes Camueso                                     | Emili Boix                        |                                         |
| 1955     |         | Don Usura                                             | Francisco Ibáñez                  | Nova                                    |
| 1955     |         | Haciendo el indio                                     | Francisco Ibáñez, després Cebrián |                                         |

Cap al número 90 inclou noves seccions i autors, amb un estil més proper al de l'Escola Bruguera:
| Aparició | Números | Título                                       | Autor                      | Comentari                                                            |
| -------- | ------- | -------------------------------------------- | -------------------------- | -------------------------------------------------------------------- |
| 1956     |         | Loquito tontuelo                             | Raf                        |                                                                      |
| 1956     |         | Curiosidades y rarezas de todo el mundo      | Carles Bech/Ibáñez         |                                                                      |
| 1956     | 125     | Pilaropo al servicio de las damas            | Ángel Badía                |                                                                      |
| 1956     |         | La Familia Repollino                         | F. Ibáñez, després Esparch | Mas Esparch, signatura sovint atribuïda erròniament a altres autors. |
| 195-     |         | Vive como puedas                             | Gin                        | Nova                                                                 |
|          | 149     | El malvado Dr. Cianuro y su ayudante Panduro | Nene Estivill              |                                                                      |
| 1957     | 149     | Sherlock Gómez                               | Raf                        |                                                                      |
|          | 149     | Hogar, dulce hogar                           | Carles Bech/Martínez Osete |                                                                      |
| 1958     |         | Follón City                                  | Gin                        | Nova                                                                 |

En 1957 Ibáñez, Nené Estivill i Raf són contractats per l'Editorial Bruguera, que acabava de tindre les baixes d'alguns dels seus millors dibuixants que marxen a "Tío Vivo". "La Risa" decau, recorrent a la republicació d'historietes antigues, augmentant el nombre de pàgines.
| Aparició | Números | Título                      | Autor             | Comentari |
| -------- | ------- | --------------------------- | ----------------- | --------- |
| 1958     |         | Los piratas del Queen Pepet | Jorge Pineda Bono |           |

## Tercera època: 1963-1967
En la tercera època, editada per Olivé i Hontoria, té una mida de 26x21 cm. i publica uns 85 números. Es publica molt de material antic i còmic anglès provinent de les agències Bardon-Fleetway.
| Aparició | Números | Título             | Autor            | Comentari                |
| -------- | ------- | ------------------ | ---------------- | ------------------------ |
|          |         | Diario de Buster   |                  |                          |
|          |         | Daniel el Travieso | Hank Ketcham     | Tira de premsa americana |
|          |         | Melenas            | Francisco Ibáñez | Reedició                 |